# Undenäs
Undenäs är en tätort i Karlsborgs kommun och kyrkby i Undenäs socken belägen  2 mil nordväst om Karlsborg och i sydänden av sjön Unden. 

## Befolkningsutveckling
| Befolkningsutvecklingen i Undenäs 1960–2020                                                | Befolkningsutvecklingen i Undenäs 1960–2020 | Befolkningsutvecklingen i Undenäs 1960–2020 | Befolkningsutvecklingen i Undenäs 1960–2020 | Befolkningsutvecklingen i Undenäs 1960–2020 |
| ------------------------------------------------------------------------------------------ | ------------------------------------------- | ------------------------------------------- | ------------------------------------------- | ------------------------------------------- |
|                                                                                            |                                             |                                             |                                             |                                             |
| År                                                                                         |                                             |                                             | Folkmängd                                   | Areal (ha)                                  |
| 1960                                                                                       | 1960                                        |                                             | 199                                         | ¤                                           |
| 1965                                                                                       | 1965                                        |                                             | 290                                         |                                             |
| 1970                                                                                       | 1970                                        |                                             | 338                                         |                                             |
| 1975                                                                                       | 1975                                        |                                             | 352                                         |                                             |
| 1980                                                                                       | 1980                                        |                                             | 360                                         |                                             |
| 1990                                                                                       | 1990                                        |                                             | 356                                         | 62                                          |
| 1995                                                                                       | 1995                                        |                                             | 305                                         | 62                                          |
| 2000                                                                                       | 2000                                        |                                             | 270                                         | 61                                          |
| 2005                                                                                       | 2005                                        |                                             | 250                                         | 61                                          |
| 2010                                                                                       | 2010                                        |                                             | 237                                         | 61                                          |
| 2015                                                                                       | 2015                                        |                                             | 238                                         | 76                                          |
| 2020                                                                                       | 2020                                        |                                             | 214                                         | 76                                          |
| Anm.: 1960 som Undenäs kyrkby. Ny tätort 1965 ¤ Som tätortsbebyggelse med 150-199 invånare |                                             |                                             |                                             |                                             |

## Samhället
Här finns den stora Undenäs kyrka som i folkmun kallas för Tivedens katedral. Samhället har också bibliotek, lanthandel och bensinstation.
Utanför Undenäs ligger de gamla industrisamhällena Sätra och Forsvik, med intressanta bevarade industriminnen. Vid Sätra ligger Sveriges äldsta bevarade benstamp, där kalk utvanns för böndernas behov.
Ganska nära orten ligger den lilla flygplatsen Flugebyn, flitigt använd för fallskärmshoppning.